# Mackay (Idaho)
Mackay é uma cidade localizada no estado americano de Idaho, no Condado de Custer.

## Demografia
Segundo o censo americano de 2000, a sua população era de 566 habitantes.
Em 2006, foi estimada uma população de 540, um decréscimo de 26 (-4.6%).

## Geografia
De acordo com o United States Census Bureau tem uma área de
2,2 km², dos quais 2,2 km² cobertos por terra e 0,0 km² cobertos por água. Mackay localiza-se a aproximadamente 1766 m acima do nível do mar.

## Localidades na vizinhança
O diagrama seguinte representa as localidades num raio de 64 km ao redor de Mackay.